# Tahanoun
Pour les articles homonymes, voir Tahan (homonymie).
Le Tahanoun (hébreu : תחנון « supplication » ou « rogations ») est un recueil de prières de supplication suivant une confession des péchés. Il est récité après la répétition de la prière par l’officiant lors des offices du matin et de l’après-midi en semaine. 